# Type-X
El Type-X  es un vehículo de combate robótico diseñado y construido por Milrem Robotics. Presentado en 2020, es el segundo UGV fabricado por la empresa después de su producto estrella THeMIS.

## Diseño y propósito
El vehículo se opera desde una distancia segura mediante una combinación de inteligencia artificial (IA) aumentada y un operador de sistema remoto, lo que significa que aumenta considerablemente la capacidad de supervivencia de las tropas y reduce los riesgos de letalidad al aumentar la distancia de separación de las unidades enemigas. Cuenta con un diseño de orugas con protección de armadura que aumenta su rendimiento y durabilidad a campo traviesa.
El Type-X está diseñado para ser altamente modificable y fácilmente actualizable, lo que significa que puede equiparse con torretas de cañón automático de hasta 50 mm, como John Cockerill CPWS II[1] u otros sistemas de armas, como ATGM, SAM, radares, morteros, etc. El armamento pesado que se puede montar en el vehículo significa que el Type-X proporciona una potencia de fuego y un uso táctico iguales o superiores en comparación con los vehículos de combate de infantería tradicionales.[3]
En octubre de 2020, Milrem y la israelí UVision anunciaron que están desarrollando conjuntamente una variante del Type-X y el THeMIS que puede montar un lanzador de cartuchos múltiples para las municiones merodeadoras Hero-120 y Hero-400EC de este último.
El objetivo principal previsto del Type-X es reforzar y apoyar la capacidad de combate de las unidades mecanizadas, por ejemplo, proporcionando defensa de convoy y perímetro o base. Puede conducir un convoy de forma autónoma utilizando la tecnología "sígueme", lo que le da a la formación ojos y potencia de fuego adicionales. El sistema también se puede utilizar para localizar y atacar objetivos de menor alcance y proporcionar apoyo de flanqueo.[2]
El Type-X está diseñado para desplegarse con un peso por debajo de la marca de 12 toneladas para un despliegue rápido en el teatro de combate, ya sea en paracaídas o en un helicóptero de carga pesada, brindando apoyo de fuego vital a las tropas aerotransportadas mientras mantiene una huella logística compatible con la logística. de una fuerza desplegada en paracaídas. El C-130J y el KC-390 pueden transportar un vehículo Type-X, un A400M dos y un C-17 5-6 vehículos.